# 플라스켓의 별
플라스켓의 별(공식 명칭은 외뿔소자리 HR 2422 또는 HR 2422, 플라스켓의 천체)은 지구로부터 약 6,600광년 떨어진 곳에 있는 분광쌍성이다. 이 별(실제로는 두 별이 하나처럼 보이는 것임)은 관측된 별들 중 매우 무거운 부류에 속하는데, 구성원 전체를 합친 질량은 태양의 백 배는 될 것으로 보인다.
예전에는 플라스켓의 별이 가장 무거운 쌍성계로 여겨져 왔으나, 2008년 용골자리 에타가 홑별이 아닌 쌍성이라는 학설이 제기되었고 1996년부터 2005년 사이에 수집된 증거에 따라 이전에는 거대한 홑별이라고 생각되었던 용골자리 에타가 쌍성계라는 사실이 입증되어 에타가 플라스켓의 별보다 무거운 쌍성계로 간주된다.
계속되는 연구에 따라 알려진 가장 무거운 쌍성계는 총 질량 283M☉ 의 멜닉 34다.
별의 이름은 1922년 이 별이 쌍성임을 밝혀낸 캐나다 천문학자 존 스탠리 플라스켓에서 유래한 것이다. 그의 아들 해리 헴리 플라스켓이 아버지를 이어받아 이 별을 계속 관측했다. 플라스켓의 별의 겉보기 등급은 6.05로 기상상태가 최고조로 좋을 때 맨눈으로 관찰 가능한 수준이며, 밤하늘에서 외뿔소자리 영역에 자리잡고 있다.